# The Fugs (album)
The Fugs je druhé studiové album americké rockové skupiny The Fugs. Jedná se o eponymní album, vydané v březnu 1966. Album produkovali Ed Sanders a Richard Alderson.

## Seznam skladeb
| Pořadí | Název            | Autor                        | Délka |
| ------ | ---------------- | ---------------------------- | ----- |
| 1.     | Frenzy           | Sanders                      | 2:00  |
| 2.     | I Want to Know   | Olson, Sanders               | 2:00  |
| 3.     | Skin Flowers     | Kearney, Sanders             | 2:20  |
| 4.     | Group Grope      | Sanders                      | 3:40  |
| 5.     | Coming Down      | Sanders                      | 3:46  |
| 6.     | Dirty Old Man    | L. Goldbart, Sanders         | 2:49  |
| 7.     | Kill for Peace   | Kupferberg                   | 2:07  |
| 8.     | Morning, Morning | Kupferberg                   | 2:07  |
| 9.     | Doin' All Right  | Alderson, Berrigan, Crabtree | 2:37  |
| 10.    | Virgin Forest    | Alderson, Crabtree, Sanders  | 11:17 |

## Sestava
- John Anderson – baskytara, zpěv
- Lee Crabtree – piáno, celesta, zvony
- Pete Kearney – kytara
- Betsy Klein – zpěv
- Tuli Kupferberg – rumba koule, tamburína, zpěv
- Vinny Leary – baskytara, kytara
- Ed Sanders – zpěv
- Ken Weaver – konga, bicí, zpěv